# BMX Simulator
BMX Simulator — гоночная компьютерная игра, разработанная Ричардом Дарлингом и выпущенная Codemasters в 1986 году для Commodore 64. Она является частью серии игр, в которую входят ATV Simulator, Grand Prix Simulator, Professional Ski Simulator и сиквел Professional BMX Simulator. В дальнейшем BMX Simulator был портирован на Amiga, 8-разрядные компьютеры Atari, Atari ST, Amstrad CPC, MSX, ZX Spectrum, Commodore Plus/4 и Commodore 16.

## Игровой процесс
BMX Simulator — гоночная игра, симулятор велосипедного мотокросса (BMX). В каждой гонке участвует два участника — два игрока или игрок и компьютер; кроме того, устанавливается цель по времени, которую можно побить. После заезда можно пересмотреть гонку в замедленном повторе.